# Narsilion
Narsilion es una banda de Neoclassical Darkwave originarios de Tarrasa, provincia de Barcelona, España.
Formada en el 2000 como Aranmanoth y renombrada a Narsilion en el 2002 tras la disolución de  Ordo Funebris. El nombre de la banda hace referencia a "Narsilion", una canción sobre la creación del "Sol y la Luna" de la colección Legendarium de J. R. R. Tolkien.

## Estilo
La banda combina los elementos de música clásica como cadenas de instrumentos de percusión y coros moderno
y guitarras, o incluso instrumentos tradicionales japoneses. Los sonidos de Narsilion con la guitarra han sido comparados con el estilo de Dead Can Dance.[cita requerida]

## Discografía
- Nerbeleth (full-length, 2004)
- Return to the Silver Forest (EP, 2004)
- Arcadia (full-length, 2006)
- Namárië (full-length, 2008)
- Elenna Nórë (full-length, 2011)